# Tatsuro Taira
Tatsuro Taira (Naha, Prefectura de Okinawa; 27 de enero de 2000) es un artista marcial mixto japonés que actualmente compite en la categoría de peso mosca de Ultimate Fighting Championship (UFC). Desde el 18 de junio de 2024, está en la posición #5 del ranking de peso mosca de UFC.

## Primeros años
Taira fue influenciado por su hermano mayor para comenzar a entrenar kickboxing en The Palaestra Okinawa, empezó a asistir al gimnasio en su primer año de secundaria y entrenó artes marciales mixtas bajo la tutela de Ryota Matsune. En 2017, ganó el Torneo de 11th Kyushu Amateur Shuto Championship Tournament y el torneo de 24th All Japan Amateur Shuto Championship, pasando a profesional con un récord de 10 victorias en 10 peleas amateurs de Shuto.

## Carrera de artes marciales mixtas

### Ultimate Fighting Championship

#### 2022
El 4 de febrero de 2022, Taira firmó un contrato de múltiples peleas con UFC.
Taira estaba programado para hacer su debut contra Carlos Candelario el 30 de abril de 2022, en UFC on ESPN: Font vs. Vera, pero la pelea fue pospuesta al 14 de mayo de 2022, en UFC on ESPN: Błachowicz vs. Rakić luego de que Candelario fuera obligado a retirarse de la pelea por una intoxicación alimentaria antes del evento.
Taira hizo su debut contra Carlos Candelario el 14 de mayo de 2022, en UFC on ESPN: Błachowicz vs. Rakić. Ganó la pelea por decisión unánime.
Taira enfrentó a C.J. Vergara el 15 de octubre de 2022, en UFC Fight Night: Grasso vs. Araújo. Ganó la pelea por sumisión (armbar) en el segundo asalto. Esta victoria lo hizo merecedor del premio de Actuación de la Noche. Esta pelea se llevó a cabo en un peso pactado de 129 libras luego de que Vergara pesara 129 libras, 3 libras por encima del límite de peso mosca, siendo multado con el 30% de su bolsa que fue hacía Taira.

#### 2023
Taira enfrentó a Jesús Aguilar el 3 de febrero de 2023, en UFC Fight Night: Lewis vs. Spivak. Ganó la pelea por sumisión (triangle armbar) en el primer asalto. Esta victoria lo hizo merecedor de su segundo premio de Actuación de la Noche.
El 21 de mayo de 2023, en PROFESSIONAL SHOOTO 2023 Vol. 3, Taira dejó vacante su Campeonato de Peso Mosca de Shooto, declarando que no podía defender su título por estar compitiendo en UFC.
Taira estaba programado para enfrentar a Kleydson Rodrigues el 24 de junio de 2023, en UFC on ABC: Emmett vs. Topuria. Sin embargo, la pelea fue cancelada luego de que en el día del pesaje Rodrigues pesara 129 libras, 3 libras sobre el límite de peso mosca.
Taira enfrentó a Edgar Chairez en un peso pactado de 130 libras el 8 de julio de 2023, en UFC 290. Ganó la pelea por decisión unánime.
Taira estaba programado para enfrentar a David Dvořák el 14 de octubre de 2023, en UFC Fight Night 230. Sin embargo, la pelea fue cancelada por razones no reveladas.
Taira enfrentó a Carlos Hernandez el 9 de diciembre de 2023, en UFC Fight Night 233. Ganó la pelea por KO en el segundo asalto.

#### 2024
Taira estaba programado para enfrentar a Tim Elliott el 18 de mayo de 2024, en UFC Fight Night 241. Sin embargo, la pelea fue cancelada por una lesión no revelada de Elliott. Luego, Taira estaba programado para enfrentarse a Joshua Van el 1 de junio de 2024 en UFC 302. Luego se cambió la pelea y Taira encabezó UFC on ESPN 58 contra Alex Perez en el evento principal el 15 de junio de 2024. Taira ganó la pelea por nocaut técnico en el segundo asalto después de que Perez se lesionara la rodilla. Está victoria lo hizo merecedor de su tercer premio de Actuación de la Noche.
Taira se enfrentó a Brandon Royval el 12 de octubre de 2024, en la estelar de UFC Fight Night 244. Perdió la pelea por decisión dividida, marcando la primera derrota de su carrera. Esta pelea le valió su primer premio a la Pelea de la Noche.

#### 2025
Taira estaba programado para enfrentar a Amir Albazi en el evento principal el 2 de agosto de 2025 en UFC on ESPN 71. Pero debido a unos problemas médicos que le impidieron a Albazi ser autorizado para el evento, su oponente sería reemplazado por el surcoreano invicto Hyungsun Park, a quien derrotaría por sumisión en el segundo asalto.

## Campeonatos y logros
- Ultimate Fighting Championship
  - Actuación de la Noche (Tres veces) vs. C.J. Vergara, Jesús Aguilar y Alex Perez[9][12][25]
  - Pelea de la Noche (Una vez) vs. Brandon Royval
  - Empatado (con Deiveson Figueiredo) por la quinta racha de victorias más larga en la historia de la división de peso mosca de UFC (5)[28]
  - Tercero con mayor porcentaje de tiempo de control en la historia de la división de peso mosca de UFC (50.5%)[28]
  - Segundo con mayor porcentaj de posición superior en la historia de la división de peso mosca de UFC (46.7%)[28]
  - Segundo con mayor diferencia de golpeo en la historia de la división de peso mosca de UFC (1.66)[28]
  - Segunda con menor cantidad de golpes absorbidos por minuto en la historia de la división de peso mosca de UFC (1.72)[28]
  - Segundo con mayor cantidad de sumisiones cada 15 minutos en la historia de la división de peso mosca de UFC (2.47)[28]

- Shooto
  - Campeonato de Peso Mosca de Shooto (Una vez)

## Récord en artes marciales mixtas
| Récord profesional | Récord profesional | Récord profesional |
| 18 peleas          | 17 victorias       | 1 derrota          |
| ------------------ | ------------------ | ------------------ |
| Nocaut             | 5                  | 0                  |
| Sumisión           | 8                  | 0                  |
| Decisión           | 4                  | 1                  |

| Resultado | Récord | Oponente          | Método                              | Evento                              | Fecha                    | Ronda | Tiempo | Localización      | Notas                                                                           |
| --------- | ------ | ----------------- | ----------------------------------- | ----------------------------------- | ------------------------ | ----- | ------ | ----------------- | ------------------------------------------------------------------------------- |
| Victoria  | 17-1   | Hyunsung Park     | Sumisión (Face crank)               | UFC Fight Night: Taira vs. Park     | 2 de agosto de 2025      | 2     | 1:06   | Las Vegas, Nevada |                                                                                 |
| Derrota   | 16–1   | Brandon Royval    | Decisión (dividida)                 | UFC Fight Night: Royval vs. Taira   | 12 de octubre de 2024    | 5     | 5:00   | Las Vegas, Nevada | Pelea de la Noche.                                                              |
| Victoria  | 16–0   | Alex Perez        | TKO (lesión en la rodilla)          | UFC on ESPN: Perez vs. Taira        | 1 de junio de 2024       | 2     | 2:59   | Las Vegas, Nevada | Actuación de la Noche.                                                          |
| Victoria  | 15–0   | Carlos Hernandez  | TKO (golpes)                        | UFC Fight Night: Song vs. Gutiérrez | 9 de diciembre de 2023   | 2     | 0:55   | Las Vegas, Nevada |                                                                                 |
| Victoria  | 14–0   | Edgar Chairez     | Decisión (unánime)                  | UFC 290                             | 8 de julio de 2023       | 3     | 5:00   | Las Vegas, Nevada | Pelea en peso pactado (130 lbs).                                                |
| Victoria  | 13–0   | Jesús Aguilar     | Sumisión (triangle choke)           | UFC Fight Night: Lewis vs. Spivak   | 4 de febrero de 2023     | 1     | 4:20   | Las Vegas, Nevada | Actuación de la Noche.                                                          |
| Victoria  | 12–0   | C.J. Vergara      | Sumisión (armbar)                   | UFC Fight Night: Grasso vs. Araújo  | 15 de octubre de 2022    | 2     | 4:19   | Las Vegas, Nevada | Pelea en peso pactado (129 lbs); Vergara no dio el peso. Actuación de la Noche. |
| Victoria  | 11–0   | Carlos Candelario | Decisión (unánime)                  | UFC on ESPN: Błachowicz vs. Rakić   | 14 de mayo de 2022       | 3     | 5:00   | Las Vegas, Nevada |                                                                                 |
| Victoria  | 10–0   | Alfredo Muaiad    | Sumisión (rear-naked choke)         | VTJ 2021                            | 6 de noviembre de 2021   | 1     | 4:12   | Tokio             | Pelea en peso pactado (130 lbs).                                                |
| Victoria  | 9–0    | Ryuya Fukuda      | Sumisión (triangle choke)           | Shooto 2021 vol.4                   | 4 de julio de 2021       | 1     | 4:31   | Osaka             | Ganó el Campeonato de Peso Mosca de Shooto. Regreso a peso mosca.               |
| Victoria  | 8–0    | Yoshiro Maeda     | Sumisión técnica (rear-naked choke) | Shooto 2021 vol.2                   | 20 de marzo de 2021      | 1     | 1:01   | Tokio             |                                                                                 |
| Victoria  | 7–0    | Kiyotaka Shimizu  | Decisión (unánime)                  | Shooto 2020 vol.7                   | 23 de noviembre de 2020  | 3     | 5:00   | Tokio             | Debut en peso gallo.                                                            |
| Victoria  | 6–0    | Jared Almazan     | TKO (golpes)                        | Shooto 2020 in Korakuen Hall        | 26 de enero de 2020      | 2     | 0:19   | Tokio             | Pelea en peso pactado (130 lbs).                                                |
| Victoria  | 5–0    | Yamato Takagi     | TKO (golpes)                        | The Shooto Okinawa vol.2            | 3 de noviembre de 2019   | 2     | 4:40   | Okinawa           |                                                                                 |
| Victoria  | 4–0    | Takahiro Kohori   | TKO (golpes)                        | Shooto Border: Season 11 The 3rd    | 22 de septiembre de 2019 | 1     | 1:00   | Osaka             |                                                                                 |
| Victoria  | 3–0    | Yuto Sekiguchi    | Decisión (unánime)                  | Shooto: Gig Tokyo 27                | 8 de junio de 2019       | 2     | 5:00   | Tokio             | Debut en peso paja.                                                             |
| Victoria  | 2–0    | Ryo Oyakawa       | Sumisión (guillotine choke)         | The Shooto Okinawa vol.1            | 25 de noviembre de 2018  | 1     | 3:24   | Okinawa           |                                                                                 |
| Victoria  | 1–0    | Yo Otake          | Sumisión (triangle choke)           | Shooto: This is Shooto 2            | 3 de agosto de 2018      | 1     | 2:46   | Tokio             | Debut en peso mosca.                                                            |